# ホルネル症候群
ホルネル症候群（ホルネルしょうこうぐん、英: Horner's syndrome）は、上位の交感神経系が障害されることで生じる一連の諸症状。頚部交感神経麻痺、ホルネル徴候ともいう。1869年にスイスの眼科医ヨハン・フリードリヒ・ホルネルによって記載された。既に1727年にフランスの軍医フランソワ・プルフール・デュ・プチによってイヌの頚部交感神経を切断して縮瞳が起きることが観察されていたが、プチの名は逆ホルネル症候群の観察者としての方が高い。瞳孔散大・眼裂開大及び眼球突出が見られる逆ホルネル症候群はイタリアの医師セラフィーノ・ビッフィ（1822年 - 1878年）によって1846年に発見されている。クロード・ベルナールも1865年にウサギの頚部交感神経を切断して耳が暖かくなって血管網が拡張していることを観察しているのでフランスやイタリアでは、クロード・ベルナール・ホルネル症候群と呼ばれている。

## 病態
主にC8～Th2までの交感神経を圧迫または損傷等によって障害することで生じてくる。原因疾患は多彩で、主に上胸部の腫瘍によるものや外傷（神経根引き抜き損傷など）によるものが知られている。

## 症状
- 縮瞳（交感神経の障害が瞳孔散大筋の麻痺を結果し、瞳孔が縮小する。）
- 眼瞼下垂、瞼裂狭小（上眼瞼筋の麻痺により眼瞼裂が狭小する。また、眼球陥凹は瞼裂狭小による見せかけのもので、ヒトでは出現しない）
- 発汗低下（同側顔面の無汗症等）
- 虹彩異色症（必発ではなく、まれ）